# Руска духовна мисија у Пекингу
Руска духовна мисија је била црквено-политичко представништво Руске православне цркве у државе у Пекингу.
Мисија је радила од 17. до 20. века и имала је значајну улогу у одржавању руско-кинеских односа. Представљала је научни центар за проучавање Кине, обуку првих руских синолога (познавалаца кинеског језика) и била је прва православна заједница на територији Пекинга.
Руска духовна мисија у Пекингу (Пекинг спиритуал миссион) је црквено-политичко представништво руске цркве и државе, које је деловало у Пекингу у 17-20 веку.
Због непостојања дипломатских односа између обе државе, службеници мисије су дуго времена служили као незванични представници руске владе у Кини.

## Албазинци
У 17. веку Русија је почела да истражује источни Сибир и први пут се сусрела са Кином. Први контакти су имали карактер пограничних оружаних сукоба. Најзначајнији од њих било је заузимање руске тврђаве Албазин на реци Амур од стране Ћинг војске 1685. године. 45 Козака заробљених у овом случају пресељено је у Пекинг и означило је почетак дугогодишњег присуства Руса у Кини. Иако су Кинези све ове људе називали Русима, међу њима је вероватно било и крштених Бурјата, Калмика и потомака мешовитих бракова.
Албази су били компактно насељени у унутрашњем граду код капије Донгзхимен. Њих је манџурски цар Сјуање сврстао у часну војну класу, која је заузимала висок положај у класној хијерархији царства Ћинг, и уписане су са пристојном платом у „руску чета” жуто обрубљене заставе царске гарде. Заробљени Албази, заједно са другим војницима, добили су државне станове, новац за почетно оснивање домаћинства, парцеле ораница, самци козаци су били ожењени Кинескињама. За богослужење Русима је дат у посед будистичког идола Гвандимијао (Храм Бога рата), који је свештеник Максим Леонтјев, први православни свештеник на кинеском тлу, претворио у капелу у име Светог Николаја Чудотворца. Ту је све до 1695. године вршио богослужења, служећи духовним потребама своје пастве.
У то време Русија је сазнала за активности оца Максима и његове напоре да сачува веру међу Албазинцима. Руска влада се обратила кинеском цару са захтевом да ослободи затворенике или да им дозволи изградњу руске цркве у Пекингу. Године 1696. отац Максим је заједно са свештенством који је стигао из Русије освештао цркву у име Свете Софије, али је названа Николска у част иконе Светог Николаја Чудотворца.

## Православна мисија у 18. веку
Указ Петра И од 18. јуна 1700. о именовању тоболског митрополита налагао му је дужност да покрсти највећи могући број Кинеза, чија је побожност и успех у световном животу требало да убеде Богдихана да прихвати православље. Тако се имплицитно поставило питање стварања духовне мисије у Пекингу. Ово је била прва владина наредба која говори о мисији Руске православне цркве у Кини и наглашава потребу да руски поданици изучавају локалне језике, обичаје и културу ради што делотворније проповеди Православља, што је такође одговарало политичким и трговинским интересима Русија у царству Ћинг. Тако је у почетку Руска духовна мисија у Пекингу требало да постане центар не само за православље, већ и за истраживање Кине од стране руских научника.
Смрт оца Максима 1712. године и захтев Албазињана да се пошаље нови свештеник убрзали су одлуку о организацији мисије. Године 1714. архимандрит Иларион (Лежајски) и његова пратња су послати у Пекинг. Са собом је носио иконе, црквену утвари, богослужбене књиге и митру. Године 1716. мисија је стигла у царство Ћинг, њени чланови су свечано примљени и уписани у царску службу. Добили су владине станове у близини албазинске цркве и привремене бенефиције. Поред једнократне накнаде од Суда за спољне послове (Лифаниуан), додељена је и месечна плата. Манџурска влада је овим чином уписала пристигле мисионаре у своју службу по истој основи као и кинески поданици, будући да су православни свештеници служили за потребе стражарске чете Ћинг војника, састављене од заробљених Албазијанаца и других Руса који су се нашли у царству Ћинг. У Русији је православна мисија стављена под црквену јурисдикцију сибирских митрополита, чија је резиденција тада била у Тоболску.
За Другу мисију додељено је веома почасно место у центру Пекинга у дворишту амбасаде, у близини царског града, владиних канцеларија и трговачких улица. Раније су овде боравили вазални кнезови који су стигли на двор. Са доласком руске мисије, двориште амбасаде почело је да се зове Нангуан (Јужни комплекс) за разлику од Беигуана (Северни комплекс), где су живели Албазинци. Средствима које је издвојила влада Ћинга, у јужном комплексу подигнута је камена црква у име Вазнесења Господњег и у њу је пренета икона Светог Николе. Црква је служила духовним потребама чланова трговачких каравана који су редовно пристизали у Пекинг. Храм су подигли Кинези користећи своју традиционалну технологију градње, показало се да је био изненађујуће јак и издржао је чак и страшни земљотрес из 1730. године, када је само у Пекингу страдало око 75 хиљада људи, и, међу многим другим зградама, прва капела Албазин; срушена. Касније је на њеном месту подигнута црква по имену Успење Пресвете Богородице.
После смрти Петра Великог, руски мисионари, за разлику од католичких мисионара, нису ширили православље међу Кинезима и Манџурима, а још мање учествовали у дворским интригама. Мисија је била ограничена на одржавање вере међу Албазињанима, извршавала дипломатске задатке руске владе, пружала склониште и помоћ руским трговачким караванима, њени ученици су учили кинески и манџурски језик. Због наведених особина, Ћинг власти су се према њој односиле лојално. Православна мисија је избегла прогон који су над хришћанима предузеле власти Ћинга.
Од 60-их година 18. века, због забране руским трговачким караванима да се баве комерцијалним активностима у Кини и због поновљених обустава пограничне трговине између Русије и Ћинга, прилив руских трговаца у Кину је значајно смањен. Поред тога, бројни руски изасланици у царству Ћинг нису успели да добију дозволу од њене владе да организују секуларну руску дипломатску мисију у Пекингу. Као резултат тога, духовна мисија се, заправо, претворила у руско дипломатско представништво и једини стални и најпоузданији извор информација о догађајима у царству Ћинг.

## Православна мисија у 19. веку – колевка руске синологије
Задаци чланова Пекиншке духовне мисије укључивали су изучавање манџурског, кинеског и монголског језика, као и историје, културе и религије Кине. Међу световне чланове мисије именовани су млади људи из редова студената високошколских установа и Богословске академије. Часови су распоређени међу ученицима према њиховом предзнању, жељи и способностима; студирали су медицину, математику, књижевност и филозофију, Конфучијев систем, историју, географију, статистику и јуриспруденцију кинеске државе. Пекиншка мисија дала је Русији своје прве истакнуте синологе: И. К. Рассохин (1707-1761), А. Л. Леонтјев (1716-1786), И. Иа Бицхурин (1777-1853), О. М. Ковалевски (1800 -1878), И. П. 1850), И. И. Захаров (1814-1885), П. И. Кафаров (1817-1878), В. П. Васиљев (1818-1900). Научно наслеђе ових подвижника и данас представља праву ризницу руске синологије. На пример, опис Пекинга, који је саставио шеф девете мисије, архимандрит Јакинт (Бичурин), у суштини је био основа за све наредне европске водиче за престоницу царства Ћинг.
Јакинт (Бичурин) је био шеф девете духовне мисије од 1807. до 1821. године. Била је једна од најбриљантнијих у читавој историји мисије. На мисионарском пољу њена активност је била прилично слаба, али су њени ученици и сам Бичурин оставили запажен траг у светској синологији. Бичурин је брзо научио језик и стекао бројна познанства, што му је дало непроцењиво знање о обичајима и моралу земље. Четрнаест година живота у Пекингу постала је фаза припреме за његову научну и књижевну делатност. Бичурин је створио многа дела о географији, историји, књижевности Кине и суседних земаља и саставио неколико речника. Његове радове признали су Руска академија наука и Париско азијско друштво.

## Православна мисија после Опијумских ратова
Русија није директно учествовала у Опијумским ратовима против Кине, а остала је чак и после недавног Кримског рата у сукобу са Енглеском и Француском – победницима ових ратова и симпатизовала је антибритански устанак сипоја у Индији. Међутим, руске дипломате су претњом инвазије на Кину и отварања другог фронта током устанка хришћанских тајпинга оствариле су присаједињење огромних територија на које су Манџури полагали право (Трансбајкалија, Хабаровска територија, Приморски крај, Сахалин итд.) Русији. Након потписивања Ајгунског уговора 1858. године, низа Тјенђинских уговора и Пекиншког уговора из 1860. између Ћинг империје и западних земаља, позиција Руске духовне мисије се променила. У Пекингу су отворена дипломатска представништва западних држава, укључујући и Русију. Године 1861. у Пекинг је стигао први стално акредитовани руски изасланик са чином резидентног министра.
Л.Ф.Балузека, а у престоници царства Ћинг основано је стално руско дипломатско представништво, на које је са духовне мисије пренет њен дипломатски и значајан део просветних функција. Духовна мисија се претворила у установу са искључиво верским (мисионарским) функцијама и прешла из надлежности Министарства иностраних послова у духовни ресор. Особље мисије је смањено.
Ћингова влада, признајући да хришћанско учење доприноси успостављању реда и хармоније међу људима, обавезала се да неће прогонити своје поданике због привржености хришћанској вери.
Оваква политика Ћинг владе омогућила је развој верских активности мисије, која је од тог тренутка почела да проповеда православље међу Кинезима. Многе богослужбене књиге су преведене и објављене на кинески. Обично су ове књиге користили протестанти и омогућили су им да постигну да од 105,4 милиона кинеских хришћана у то време, 75 милиона су били протестанти. Крајем 19. века отворене су руске концесије у Тјенђину, Фуџоуу и Ханкџоуу.
10. марта 1862. године у селу Донг-динг, 53 километра источно од Пекинга, служена је прва литургија у посебно изграђеној просторији, а 1863. године руска штампа је објавила да су тамо руски трговци трговали Кином године, одлучено је да се новцем који су донирали крштени Кинези изгради православна црква.
Од 1864. године Мисија губи свој дипломатски карактер, постајући искључиво верско-просветна. Године 1882. први кинески православни свештеник Митрофан Ји је први пут у модерним временима почео да води хришћанско богослужење на кинеском.
Русија је 1895. поново искористила пораз Кине у рату са Јапаном: заузела је полуострво Лиаодонг, на којем је подигла град Порт Артур и прогласила Манџурију својом сфером утицаја, преко које је водила кинеску источну железницу. од Чите до Владивостока и Порт Артура.

## Православна мисија у 20. веку
Релативно миран ток живота нарушио је 1900. Устанак боксера, који је напао чланове страних амбасада. У Пекингу су спаљене хришћанске цркве, а крштени Кинези масакрирани (види Кинески новомученици). Побуњеници су опколили кварт амбасаде. Северно двориште руске мисије је опљачкано и уништено. Шеф мисије, архимандрит Инокентије (Фигуровски), са својом братијом и неколико парохијана успео је да се склони на територију руске дипломатске мисије, где су провели два месеца. После гушења побуне, отац Инокентије је нашао уточиште у једном од углова будистичког храма Јонгхегонг, тамо отворио привремену цркву и својим присуством спречио пљачку Јонгхегонга од стране страних војника.
У јулу 1901. године, након боксерског пораза мисије, главни тужилац синода Константин Победоносцев је предложио затварање мисије, али предлог није прихваћен. Само неколико година након потпуне девастације, локација Мисије је обновљена и има своје добро опремљене машинске радионице, пекару, фабрику сапуна, ливницу, котларницу, штампарију, књиговезаче, метеоролошку станицу, купатило, млин, фарму млека, воћњаци и повртњаци. Посебан понос био је пчелињак који је давао и до 80 фунти одличног меда годишње. У Западним планинама, недалеко од села Ментоутсун, мисија је купила напуштену светињу са парцелом и ту подигла манастир Воздвижења Господњег. У околини Пекинга, па чак и у суседним провинцијама, имала је бројне фарме и кампове.
Пораз Русије у рату са Јапаном, који се догодио на кинеској територији, Синхајска револуција 1911, свргавање династије Ћинг, проглашење републике и слом Кине нису сметали активностима руске црквене цркве.
До 1916. године број православних Кинеза достигао је 5.587 људи, а 1915. године крштено је 583. Према извештају за 1916. годину, Мисија је под својом јурисдикцијом имала: 2 манастира у Пекингу и један манастир код Пекинга, 5 салаша (у Русији), 19 цркава, 3 капеле и 5 гробља, богословију у Пекингу, 18 мушке и 3 женске школе, убожница.
После револуције у Русији 1917. године – током грађанског рата и наредних деценија, православна мисија у Пекингу Главни задатак Руске духовне мисије у Кини био је брига о избеглицама из Русије. Руска духовна мисија је пружила привремени смештај и приход многим руским избеглицама. Неки од њих су се замонашили и остали у Успенском манастиру, док је већина овде нашла кратак предах на путу у емиграцију. Године 1919. затворени су сви православни мисионарски логори у Кини - тако су се приоритети њеног деловања значајно променили. Да би некако побољшао материјално стање руских избеглица, архиепископ Инокентије им је дао већину имовине Мисије на дугорочно коришћење.
У априлу 1920. тела Алапајева су донета у Пекинг многи мученици. Ковчези су дочекани верском поворком и пренети у цркву Светог Серафима Саровског на Мисијском гробљу. Након парастоса, 8 ковчега је постављено у једну од крипти на територији гробља. Убрзо је новцем атамана Г.М. Семенова подигнута крипта испод амвона у којој су била смештена тела алапајевских мученика. У новембру 1920. године тела Јелисавете Фјодоровне и њене келије Варваре однета су у Јерусалим, а тело кнеза Владимира Палеја, на захтев његових рођака, сахрањено је на гробљу Духовне мисије.
Упркос чињеници да је у међуратном периоду у Кини било више од милион православних Руса, мисионарска проповед међу староседеоцима Кинеза не само да се није повећала, већ се чак и смањила. Скоро сва средства мисије била су усмерена на помоћ руским избеглицама, свештенство и руководство мисије готово су у потпуности чинили Руси, што је често изазивало незадовољство чак и међу Кинезима који су прешли у православље.

## Затварање мисије и каснија судбина њених објеката
Завршетком Другог светског рата на власт у Кини долазе комунисти са милитантном антирелигијском идеологијом. Кинеске власти су 1946. године ухапсиле шефа мисије, архиепископа Виктора, под оптужбом да је сарађивао са Јапанцима и Антикомунистичким комитетом Северне Кине, али је под притиском СССР-а недељу дана касније пуштен уз кауцију. Након формирања Народне Републике Кине 1949. године, остаци руске колоније у Пекингу брзо су емигрирали углавном у Сједињене Америчке Државе, Аустралију и Европу. Године 1955. донета је одлука да се мисија затвори, пошто није било средстава за њено одржавање, а православних парохијана у граду готово да није било. Шеф мисије архиепископ Виктор отпутовао је у СССР. Северни комплекс са свим зградама и имовином прешао је у власништво совјетске државе. Током 1956-1959, током грандиозних грађевинских радова новог комплекса совјетске амбасаде, већина претходних зграда, укључујући црквене зграде, уништена је. Тако је 1956. године порушен звоник, а 1957. године дигнута је у ваздух црква свих светих мученика у којој су се налазиле мошти светих кинеских мученика и тела чланова царске породице стрељаних у Алапајевску. Успенска црква је претворена у гаражу амбасаде, сакристија у конзуларно одељење. Спаљена је најбогатија збирка књига. Јужни комплекс је пренет на кинеску владу, као и сва имовина и зграде Православне цркве у вези са ликвидацијом Источноазијског егзархата Московске патријаршије у НР Кини. Тренутно се на њеној територији налази општински парк. Током Културне револуције, многа дела вековне православне културе у Кини су варварски уништена. Закаснело посвећење Кинеза Василија (Шуанга) и Симеона (Ду) за епископе од стране московског патријарха Алексија Ι није променило сумњичав однос Кинеза према Руској цркви.